# Escot
Escot ist eine französische Gemeinde mit 120 Einwohnern (Stand 1. Januar 2022) im Département Pyrénées-Atlantiques in der Region Nouvelle-Aquitaine (vor 2016: Aquitanien). Sie gehört zum Arrondissement Oloron-Sainte-Marie und zum Kanton Oloron-Sainte-Marie-1 (bis 2015: Kanton Accous).
Die Bewohner werden Escotais oder Escotaises genannt.

## Geographie
Escot liegt ca. 15 km südlich von Oloron-Sainte-Marie im Aspetal, einer der drei Täler des Hoch–Béarn.
Die höchste Erhebung im Gebiet der Gemeinde ist der Pic de l’Ourlène (1817 m) im äußersten Südosten des Gemeindegebiets.
Umgeben wird der Ort von den Nachbargemeinden:
|             | Lurbe-Saint-Christau Oloron-Sainte-Marie    | Arudy    |
| Asasp-Arros | Kompassrose, die auf Nachbargemeinden zeigt | Bilhères |
|             | Sarrance                                    |          |

Escot liegt im Einzugsgebiet des Flusses Adour. Der Gave d’Aspe durchströmt das Gemeindegebiet zusammen mit seinen Zuflüssen
- Barescou und seinen Nebenflüssen
  - Arrec d’Arin,
  - Arrec de Manaut,
  - Arrec de Bourdé und
  - Arrec de Casteigts und seinem Nebenfluss
    - Arrec de Bousquet,
- Arrectou,
- Arrec de Mouline und
- Arrec de Lassalle.[3]

## Geschichte
Die Gemeinde liegt an einer Passage, die schon zur Zeit des Römischen Reichs in den Felsen gehauen war, um über die Pyrenäen zu gelangen. Eine römische Inschrift am Fuß der Felswand aus dem zweiten oder dritten Jahrhundert besagt, dass der Duovir von Iluro die Straße in seiner zweiten Amtszeit verbessern ließ. Die Straße wurde zu einer Verbindung des Vicomtes, später des französischen Königs und trug zur Entwicklung der Gemeinde bei.
Im Jahre 1096 wurde die Gemeinde in der Namensform Scot erstmals erwähnt. Allerdings blieb sie im Mittelalter relativ bevölkerungsarm. In der Volkszählung von 1385 wurden nur acht Haushalte gezählt und die Zugehörigkeit des Dorfes zur Bailliage des Vicomtes des Aspetals festgehalten.
Weitere Toponyme und Erwähnungen waren:
- Eschot (1154, Urkunden von Barcelona),
- Sancta Maria d’Escot (1618, Eingliederung in das Bistum Oloron) und
- Ascot (1675, Manuskriptsammlung des 16. bis 18. Jahrhunderts).[4]

Im 16. Jahrhundert hob Catherine de Bourbon die Thermalquelle der Gemeinde hervor. Das zugehörige Thermalbad fand insbesondere im 19. Jahrhundert regen Zuspruch. Der Höhepunkt des Bäderbetriebs lag in den 1930er Jahren, bevor er langsam zum Erliegen kam.

### Einwohnerentwicklung
Nach einem ersten Höchststand von über 800 Einwohnern in der ersten Hälfte des 19. Jahrhunderts hat sich die Zahl bei kurzen Wachstumsphasen bis zur Jahrtausendwende um insgesamt 87 % auf rund 100 Einwohnern reduziert. Seitdem ist leichtes Wachstum zu verzeichnen.
| Jahr      | 1962 | 1968 | 1975 | 1982 | 1990 | 1999 | 2006 | 2009 | 2022 |
| --------- | ---- | ---- | ---- | ---- | ---- | ---- | ---- | ---- | ---- |
| Einwohner | 209  | 150  | 130  | 126  | 122  | 105  | 124  | 130  | 120  |

## Sehenswürdigkeiten

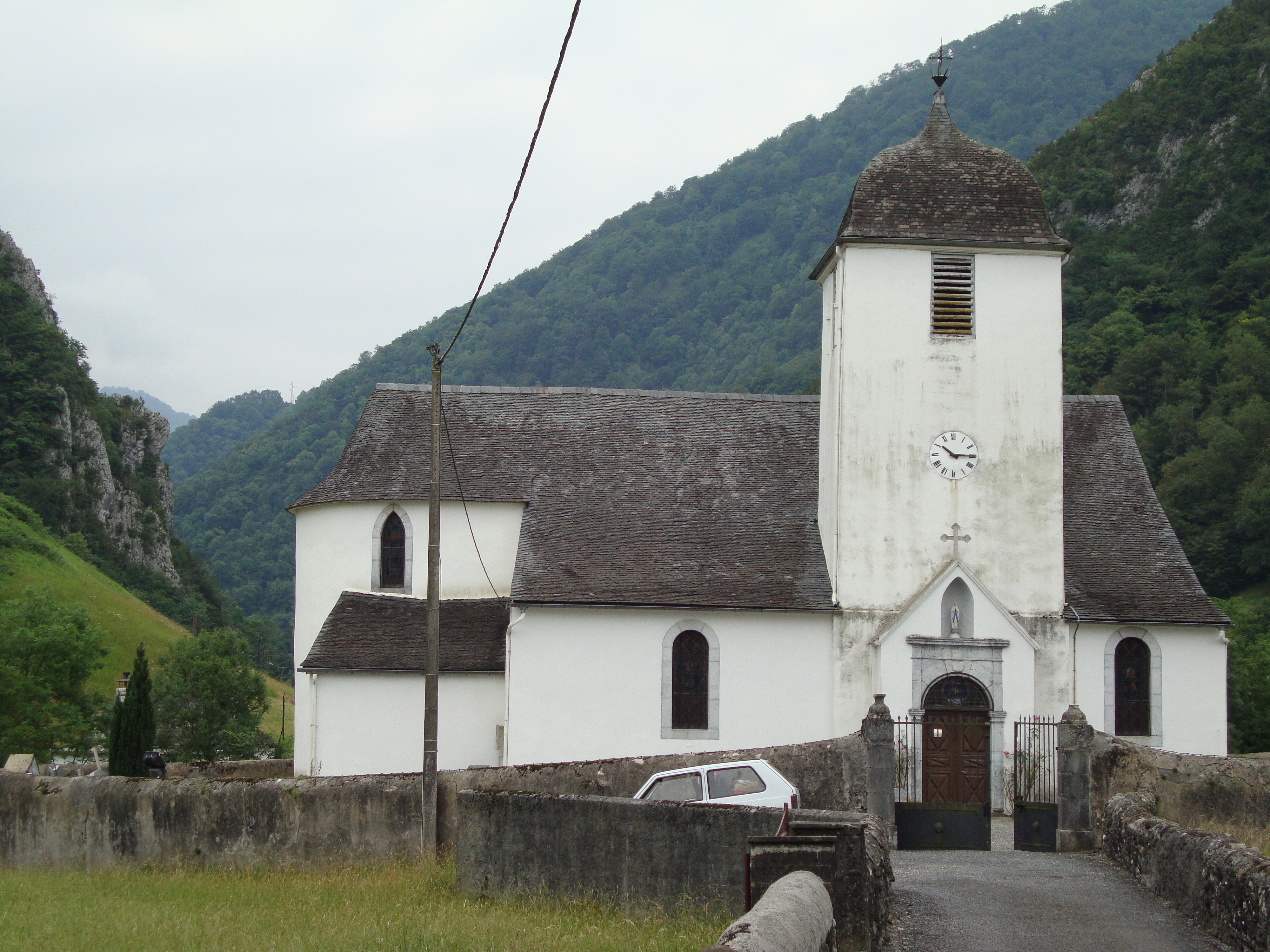
Pfarrkirche de l’Assomption von Escot

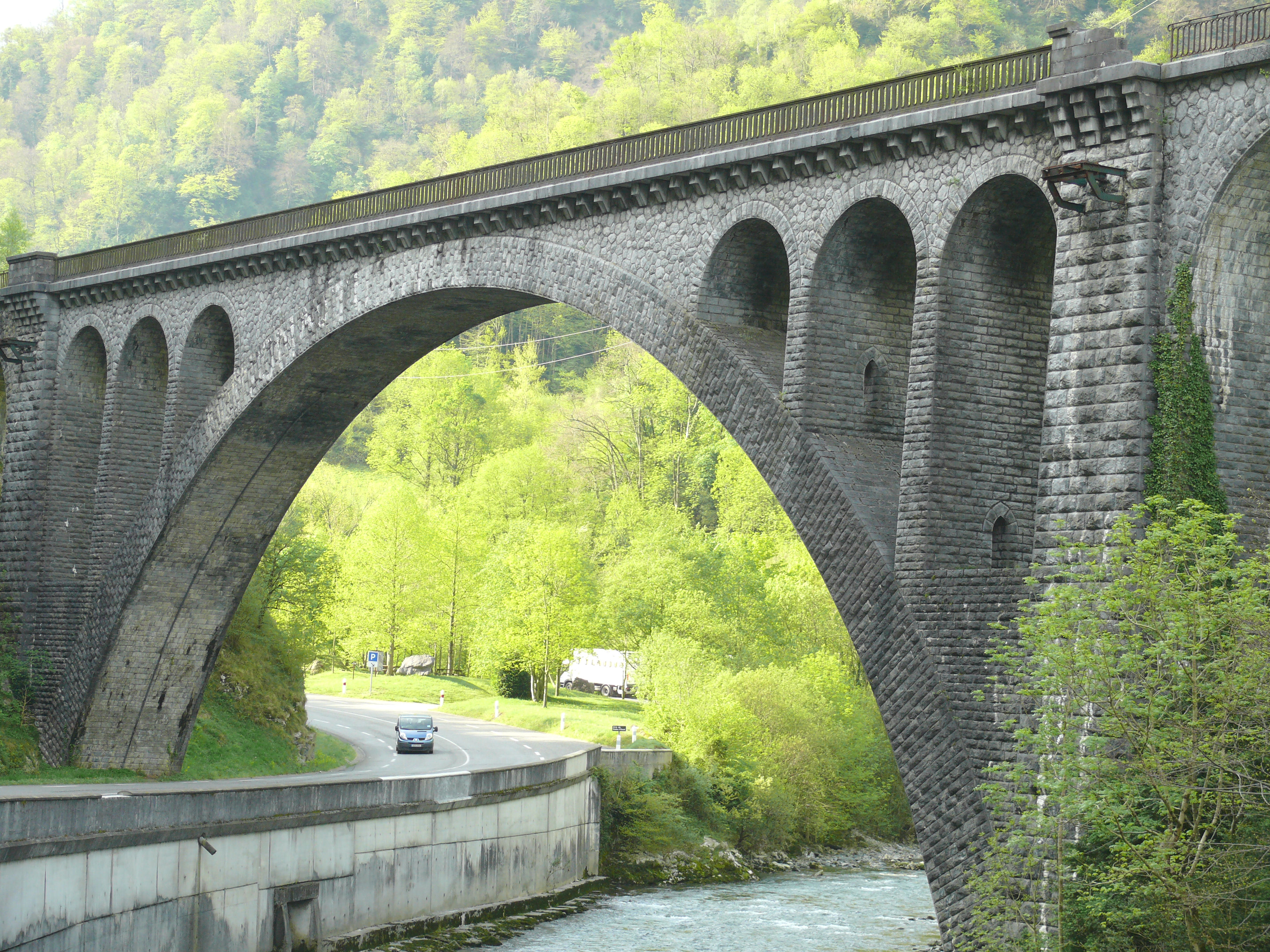
Viadukt von Escot

- Pfarrkirche, gewidmet Mariä Himmelfahrt. Der Langbau ist in der zweiten Hälfte des 16. Jahrhunderts errichtet worden, wie die Inschrift mit der Jahreszahl 1674 über dem Sturz der Eingangstür belegt. Das Langhaus bietet Platz für ein einzelnes Kirchenschiff. Der Glockenturm als Eingangsvorbau besitzt ein mit Schiefer gedecktes Dach, das à l’impériale (deutsch kaiserlich) genannt wird, weil seine geschwungene, sich nach oben verjüngende Form an eine Kaiserkrone erinnert.[8]

- Kapelle Notre-Dame de Bon-Secours, im 18. oder 19. Jahrhundert erbaut. Neben Votivgaben und einer Marienstatue enthält die Kapelle unter anderem Steine, die zu einer Pyramide aufgeschichtet sind. Drei Putti stützen die Statue auf einem Altar, eines kniend, die anderen aufrecht stehend. Maria trägt ein plissiertes Kleid und ein Kopftuch, das ihre Haare bedeckt. Die Statue stammt vom Altarretabel der Kirche in Escot und nicht aus derselben Zeit wir die Putti. Die Kapelle steht nicht an ihrem ursprünglichen Platz, da sie aufgrund der geänderten Streckenführung der Landstraße versetzt werden musste.[9]

- Viadukt von Escot. Am Eingang des Aspetals überspannt ein Viadukt den Gave als Teil der ehemaligen Bahnstrecke Pau–Canfranc. Seine Spannweite beträgt 56 m bei einer Gesamtlänge von 133 m.[10] Der Bau begann Anfang 1908 und verlief nicht ohne Probleme. Im Juni 1908 riss ein Hochwasser des Gave d’Aspe zwei der sechs provisorischen Stützen weg, so dass der Viadukt erst im folgenden Jahr fertiggestellt werden konnte. Der Betrieb der Eisenbahnstrecke wurde 1970 eingestellt, nachdem ein Zug auf einer anderen Brücke entgleist war.[11]

- Schlussstein über einer Eingangstür. Escot bewahrt einige alte Häuser aus dem 17. bis 19. Jahrhundert. Der Schlussstein eines Rundbogens einer Eingangstür eines dieser Häuser trägt eingemeißelt eine Verzierung. Oberhalb von pflanzlichen Motiven lässt sich ein Griechisches Kreuz erkennen, oberhalb dessen ein kleiner Fisch. Die Motive könnten auf die Tätigkeit des Besitzers hinweisen, dessen Initialen „R“ und „C“ in den oberen Ecken des Schlusssteins zu lesen sind. Die Jahreszahl 1800 am unteren Rand verrät die Zeit der Entstehung.[12]

## Wirtschaft und Infrastruktur

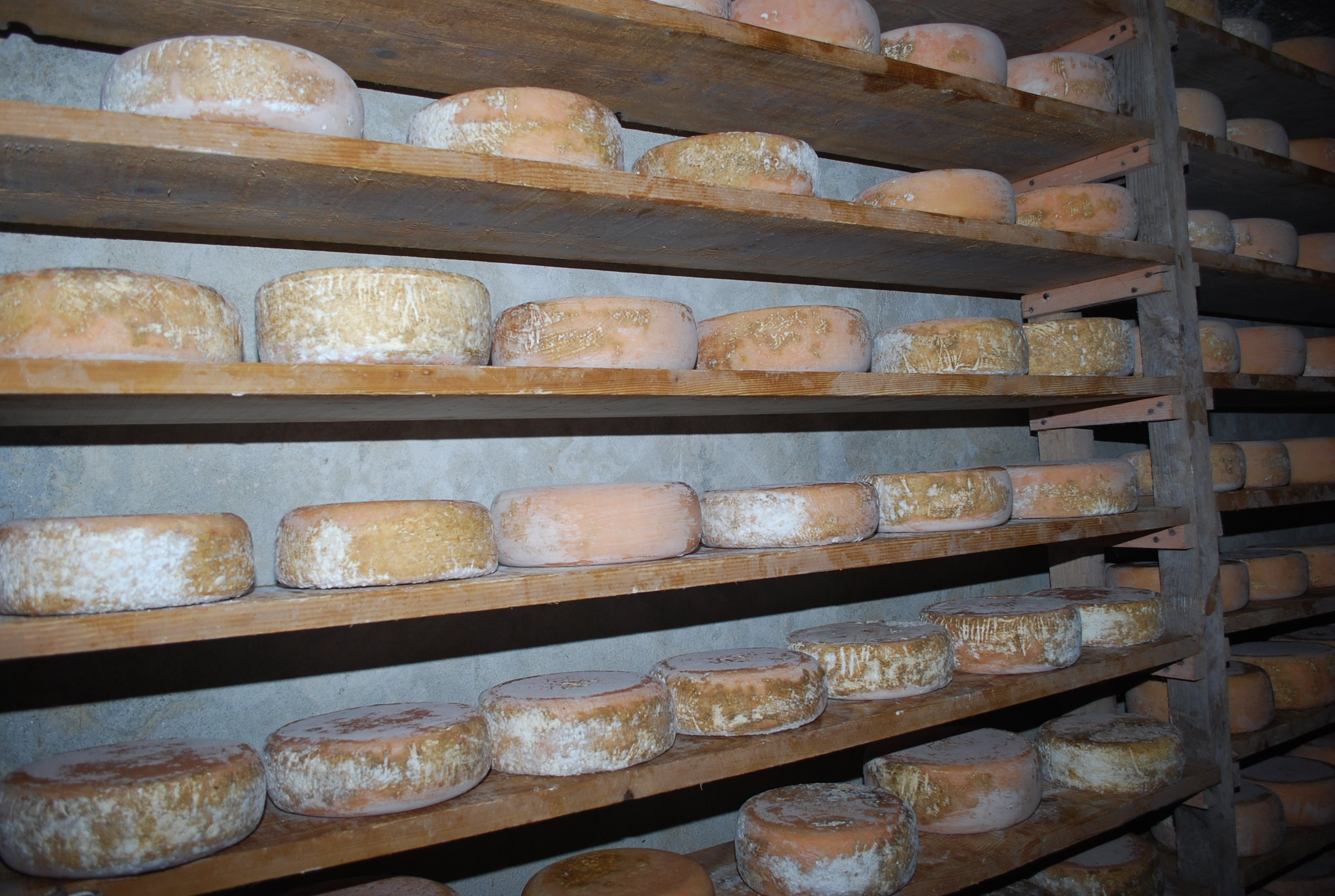
Ossau-Iraty

Ackerbau und Viehzucht, Holzwirtschaft und der Tourismus bestimmen die Wirtschaft der Gemeinde. Escot liegt in der Zone AOC des Ossau-Iraty, eines traditionell hergestellten Schnittkäses aus Schafmilch.

### Sport und Freizeit
Der Fernwanderweg GR 653 von Toulouse nach Jaca, der einem Abschnitt der Via Tolosana, dem südlichsten der vier historischen „Wege der Jakobspilger in Frankreich“., entspricht, führt durch das Ortszentrum.
Die 16. Etappe der Tour de France 2007 führte am 25. Juli 2007 durch den Ort.

### Verkehr
Die Gemeinde wird durchquert von den Routes départementales 238 und 294.
Escot liegt an der teilweise stillgelegten Bahnstrecke Pau–Canfranc. Eine Buslinie des TER Aquitaine verbindet die Gemeinde mehrmals täglich mit Canfranc und Bedous. Von Bedous aus existiert ein Anschluss an die Regionalbahnlinie 63 des TER Aquitaine nach Pau über Oloron-Sainte-Marie.